# Horní Povelice (železniční zastávka)
Horní Povelice jsou železniční zastávka (dříve i nákladiště), která se nachází severovýchodně od vesnice Horní Povelice, leží ve stejnojmenném katastrálním území, které náleží do obce Liptaň v okrese Bruntál. Zastávka leží v km 8,731 jednokolejné úzkorozchodné železniční trati Třemešná ve Slezsku – Osoblaha mezi dopravnami Liptaň a Slezské Rudoltice.

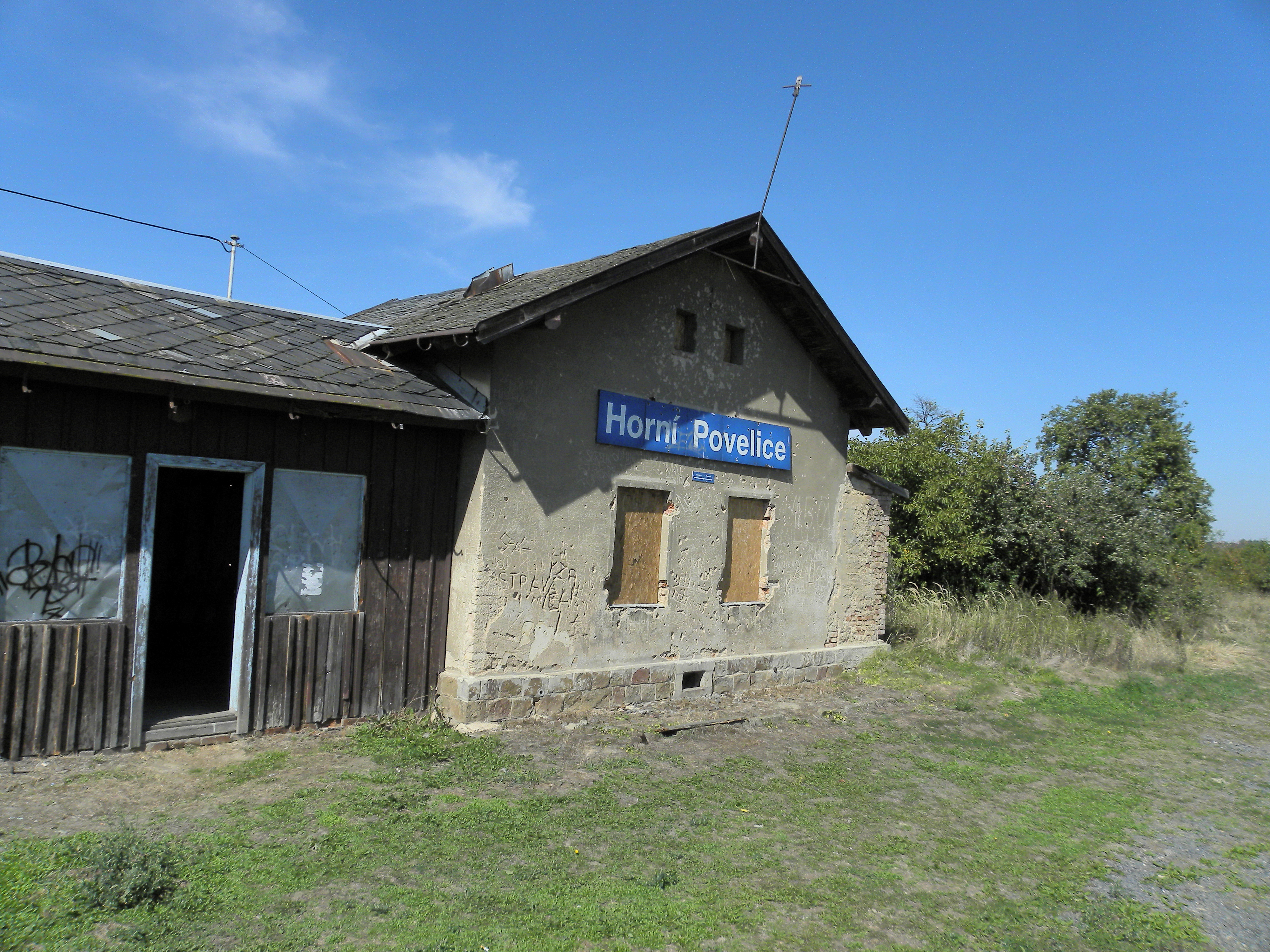
Původní budovy zastávky s přistavěným přístřeškem

## Historie
Zastávka byla otevřena 14. prosince 1898, tedy současně se zprovozněním úzkorozchodné trati, na které se nachází. Zastávka byla pojmenována německy Ober-Paulowitz, v letech 1938 až 1945 se používal kratší německý název Paulowitz. Poté bylo nádraží pojmenováno česky Povelice, od roku 1961 Horní Povelice.
Nákladiště bylo tvořeno jednou kusou manipulační kolejí, která však vzhledem ke své délce umožňovala odstavení pouze jednoho vozu. Dlouhodobě nepoužívaná kolej byla v roce 2008 snesena.
V budově zastávky byla původně pokladna, která byla zrušena již ve 30. letech 20. století. Pak bylo stavení využíváno k bydlení, ale v polovině 90. let 20. století bylo zcela opuštěno. Stavba poté chátrala, což vyvrcholilo na jaře 2014 zřícením části střechy. Tehdejší správce budovy - Správa železniční dopravní cesty - pak na konci téhož roku provedl demolici budovy, v místě zůstal pouze dřevěný přístřešek. Původně byl v zastávce i dřevěný záchod, ale není známo, kdy byl odstraněn.
Dřevěný přístřešek neměl stabilitu, neboť se původně opíral o zděnou budovu, která byla zbořena. 9. ledna 2015 se tak přístřešek samovolně zřítil. Do půlky března 2015 pak byl vybudován nový dřevěný přístřešek. V roce 2018 byl přístřešek i s přilehlým pozemkem převeden do majetku obecně prospěšné společnosti Osoblažská úzkorozchodná dráha.

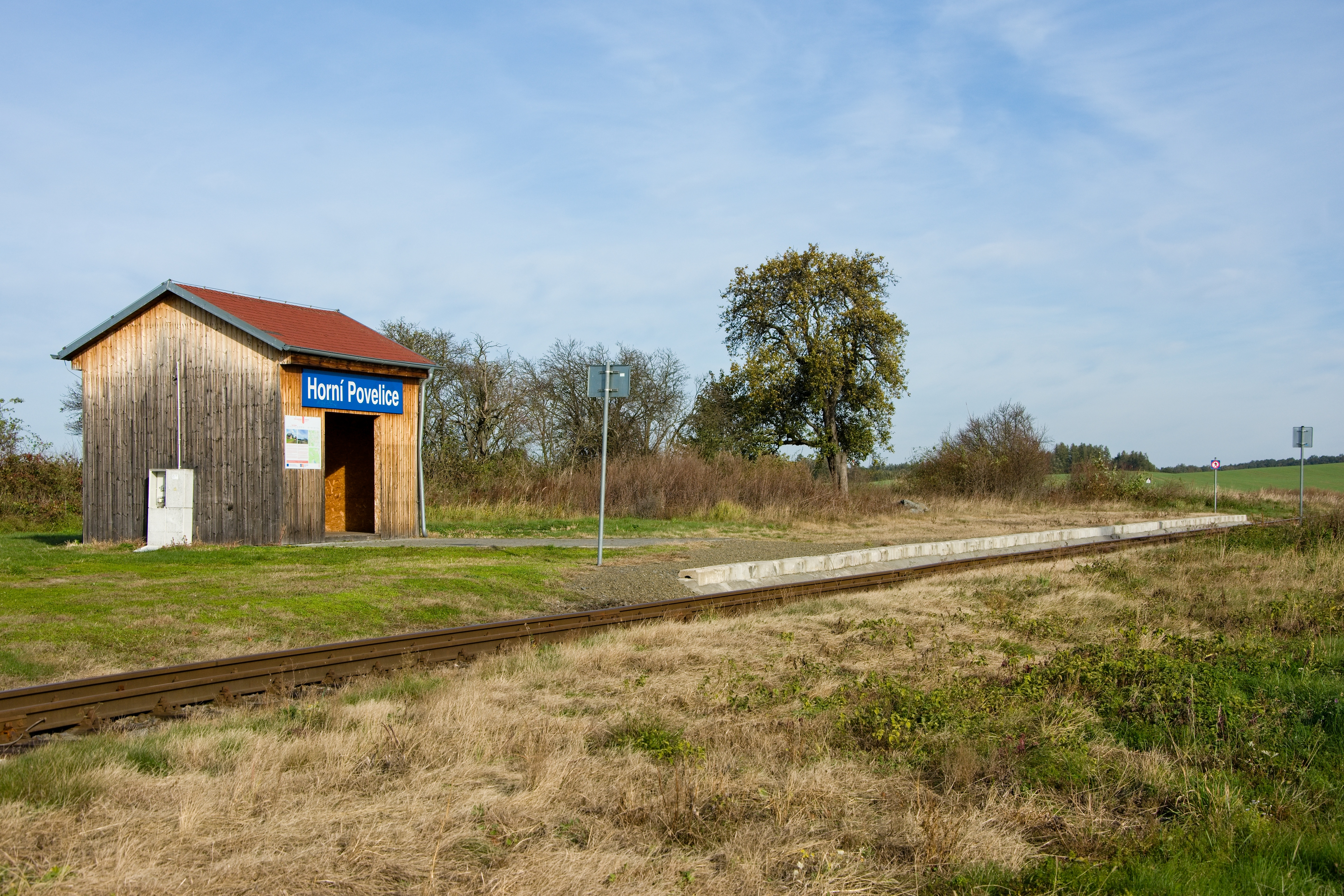
Celkový pohled na zastávku

## Popis zastávky
V zastávce je u traťové koleje zřízeno vnější jednostranné nástupiště s povrchem ze sypané drtě. Nástupiště má délku 40 m a pevnou nástupní hranu ve výšce 250 mm nad temenem kolejnice.
Bezprostředně u zastávky se v km 8,777 nachází přejezd P4417, který je zabezpečený světelným přejezdovým zabezpečovacím zařízením se závorami. Zabezpečovací zařízení je ovládáno samočinně jízdou vlaku, strojvedoucí je o stavu přejezdu informován pomocí přejezdníků. Jedná se o křížení se silnicí III/45722 v Horních Povelicích.